# Caumont (Pas-de-Calais)
Caumont é uma comuna francesa na região administrativa de Altos da França, no departamento de Pas-de-Calais. Estende-se por uma área de 9,44 km². Em 2010 a comuna tinha 165 habitantes (densidade: 17,5 hab./km²).